# Katharina Hennig
Katharina Hennig (Annaberg-Buchholz, 14 juni 1996) is een Duitse langlaufster. Ze vertegenwoordigde haar vaderland op de Olympische Winterspelen 2018 in Pyeongchang.

## Carrière
Hennig maakte haar wereldbekerdebuut op 26 november 2016 in Ruka, een dag later scoorde de Duitse aldaar haar eerste wereldbekerpunten. Op de wereldkampioenschappen langlaufen 2017 in Lahti eindigde ze als tiende op de 15 kilometer skiatlon, als achttiende op de 30 kilometer vrije stijl en als 26e op de 10 kilometer klassieke stijl. Samen met Stefanie Böhler, Nicole Fessel en Sandra Ringwald eindigde ze als zesde op de estafette. Tijdens de Olympische Winterspelen van 2018 in Pyeongchang eindigde Hennig als negentiende op de 30 kilometer klassieke stijl, als 22e op de 15 kilometer skiatlon en als 27e op de sprint. Op de estafette eindigde ze samen met Stefanie Böhler, Victoria Carl en Sandra Ringwald op de zesde plaats.
In december 2018 behaalde de Duitse in Toblach haar eerste toptienklassering in een wereldbekerwedstrijd. In Seefeld nam ze deel aan de wereldkampioenschappen langlaufen 2019. Op dit toernooi eindigde ze als elfde op de 10 kilometer klassieke stijl, als zestiende op de 15 kilometer skiatlon en als 21e op de 30 kilometer vrije stijl. Samen met Victoria Carl, Sandra Ringwald en Laura Gimmler eindigde ze als vierde op de estafette. In januari 2020 stond Hennig in Val di Fiemme voor de eerste maal in haar carrière op het podium van een wereldbekerwedstrijd. Op de wereldkampioenschappen langlaufen 2021 in Oberstdorf eindigde ze als achttiende op de 30 kilometer klassieke stijl, als 27e op de sprint en als 29e op de 15 kilometer skiatlon. Op de estafette eindigde ze samen met Laura Gimmler, Pia Fink en Victoria Carl op de zesde plaats.

## Resultaten

### Olympische Winterspelen
| Jaar | Plaats      | Resultaten                                                                                    |
| ---- | ----------- | --------------------------------------------------------------------------------------------- |
| 2018 | Pyeongchang | 27e Sprint (klassieke stijl) 22e 15 km skiatlon 19e 30 km klassieke stijl 6e 4×5 km estafette |

### Wereldkampioenschappen
| Jaar | Plaats     | Resultaten                                                                                    |
| ---- | ---------- | --------------------------------------------------------------------------------------------- |
| 2017 | Lahti      | 26e 10 km klassieke stijl 10e 15 km skiatlon 18e 30 km vrije stijl 6e 4×5 km estafette        |
| 2019 | Seefeld    | 11e 10 km klassieke stijl 16e 15 km skiatlon 21e 30 km vrije stijl 4e 4×5 km estafette        |
| 2021 | Oberstdorf | 27e Sprint (klassieke stijl) 29e 15 km skiatlon 18e 30 km klassieke stijl 5e 4×5 km estafette |

### Wereldbeker
| Legenda | Legenda            |
| ------- | ------------------ |
| TdS     | Tour de Ski        |
| NO      | Nordic Opening     |
| LT      | Lillehammer Triple |
| RT      | Ruka Triple        |
| WBF     | Wereldbekerfinale  |
| STC     | Ski Tour Canada    |
| ST      | Ski Tour           |

Eindklasseringen
| Seizoen   | Algm | DI  | SP  | TdS |
| --------- | ---- | --- | --- | --- |
| 2016/2017 | 43e  | 32e | –   | DNF |
| 2017/2018 | 39e  | 23e | 69e | 21e |
| 2018/2019 | 30e  | 14e | 70e | DNF |
| 2019/2020 | 18e  | 12e | 48e | 8e  |
| 2020/2021 | 11e  | 6e  | 54e | 8e  |

Wereldbekerzeges
| Nr. | Datum          | Plaats        | Onderdeel                              |
| --- | -------------- | ------------- | -------------------------------------- |
| 1.  | 7 januari 2023 | Val di Fiemme | 15 km klassieke stijl (massastart) TdS |